# Courtonne-la-Meurdrac
Courtonne-la-Meurdrac (kuʁ.tɔn.la.mœʁ.dʁakⓘ) es una población y comuna francesa, situada en la región de Baja Normandía, departamento de Calvados, en el distrito de Lisieux y cantón de Lisieux-1.

## Demografía
| 541 | 538 | 445 | 569 | 609 | 654 |
| Para los censos de 1962 a 1999 la población legal corresponde a la población sin duplicidades (Fuente: INSEE [Consultar]) |     |     |     |     |     |